# Rødt
Rødt (Nederlands: Rood) is een linkse tot extreemlinkse Noorse politieke partij. De partij is opgericht in 2007 door een samengaan van twee linkse partijen. De partij beschikt over 20 leden in de verschillende regionale raden en 193 gemeenteraadsleden.

## Geschiedenis
Rødt wordt opgericht op 7 maart 2007 bij het samengaan van de Rød Valgallianse (Nederlands: Rode Verkiezingsalliantie) en de Arbeidernes Kommunistparti (AKP) (Nederlands: Communistische Arbeiderpartij). Torstein Dahle wordt de eerste leider van de partij. Een eerste keer laat de partij van zich horen wanneer ze stelt dat de Taliban in Afghanistan het recht heeft te strijden tegen de aanwezige Noorse soldaten.
Bij de lokale verkiezingen van 2007 meent de partij drie burgemeester te verwerven. Men wordt wel gedwongen om onder de naam Rød Valgallianse op te komen aangezien de nieuwe naam niet aanvaard wordt door de verkiezingscommissie. Volgens Bernt Aardal zal de partij een aantal stemmen halen omdat de Sosialistisk Venstreparti deel uitmaakt van de regering en steeds compromissen moet sluiten, maar groot verwacht hij dat aantal niet.
De verkiezingen worden door velen beschouwd als een slechte beurt voor Rødt. Torne Andresen stapt op met de woorden dat de partij in een neerwaartse spiraal aan het komen is en hetzelfde lot te beurt zal vallen als de Kommunistiske Parti (NKP) als ze niet vernieuwt. In mei 2010 wordt Turid Thomassen de nieuwe partijleider.
Bij de Noorse parlementsverkiezingen 2021 werd voor het eerst in de geschiedenis de kiesdrempel van vier procent behaald. Dat betekende na de districtsmandaten ook nog extra landelijke zetels voor de partij. Het kwam daarmee op een recordhoogte van acht zetels terecht in het Storting. 

## Ideologie
Rødt is een extreemlinkse partij, net als haar twee voorgangers. Men is sterk voor de welvaartsstaat en een hoge belastingen voor de rijken. Verschillende linkse stromingen – trotskisme, marxisme, democratisch socialisme – zijn binnen de partij aanwezig. Aangezien de partij zich voorstelt als revolutionair socialistisch geloven velen dat ze zins is het Noorse parlementaire systeem af te schaffen. Toch heeft voorzitter Torstein Dahle aangegeven dat het niet de bedoeling is het huidige politieke systeem teniet te doen. Sommigen binnen de partij zijn er voorstander van om de partij ideologisch iets dichter te laten opschuiven in de richting van de Sosialistisk Venstreparti.

## Partijleiders
- Torstein Dahle (2007-2010)
- Turid Thomassen (2010-2012)
- Bjørnar Moxnes (2012-2023)
- Marie Sneve Martinussen (2023-)